# اوالون‌بی
اوالون‌بی (انگلیسی: AvalonBay) شرکت سرمایه‌گذاری املاک و مستغلات آمریکایی است، که در سال ۱۹۷۸ تأسیس شد.